# Emmanuelle Cosse
Emmanuelle Cosse (ur. 15 listopada 1974 w Paryżu) – francuska polityk, przewodnicząca ugrupowania Europa Ekologia – Zieloni (2013–2016), minister mieszkalnictwa (2016–2017).

## Życiorys
W okresie szkoły średniej dołączyła do lewicowej organizacji uczniowskiej FIDL. Ukończyła studia prawnicze (ze specjalnością w zakresie prawa publicznego gospodarczego), przez kilka lat była nauczycielem akademickim na Université Paris-Est Créteil Val-de-Marne. Zajmowała się również dziennikarstwem, pisząc m.in. dla czasopisma „Têtu”. W latach 1999–2001 kierowała Act Up-Paris, oddziałem międzynarodowej organizacji Act Up, działającej na rzecz praw osób LGBT.
Dołączyła do ugrupowania Europa Ekologia – Zieloni. W 2010 została wybrana na radną regionu Île-de-France (ponownie w 2015 i 2021). W listopadzie 2013 stanęła na czele swojego ugrupowania. W lutym 2016 dołączyła do rządu Manuela Vallsa jako minister mieszkalnictwa. Decyzja ta nie była konsultowana z władzami partii, w rezultacie Emmanuelle Cosse opuściła swoją dotychczasową formację. Pozostała na funkcji ministra również w utworzonym w grudniu 2016 rządzie Bernarda Cazeneuve’a. Zakończyła urzędowanie wraz z całym gabinetem w maju 2017.
Zamężna z Denisem Baupinem, deputowanym ekologów i wiceprzewodniczącym Zgromadzenia Narodowego. Związek małżeński zawarli w 2015.